# ورگنس (ورمانت)
ورگنس، ورمانت (به انگلیسی: Vergennes, Vermont) یک سکونتگاه مسکونی در ایالات متحده آمریکا است که در شهرستان آدیسون، ورمانت واقع شده‌است.

## خصوصیات
ورگنس ۶٫۵ کیلومترمربع مساحت و ۲٬۵۸۸ نفر جمعیت دارد و ۵۹ متر بالاتر از سطح دریا واقع شده‌است.